# Joachim von Sievers
Joachim Christian von Sievers (* 6. April 1719 in Moskau; † 29. Dezember 1778 in Reval) war ein deutsch-baltischer General in russischen Diensten und Vizegouverneur von Estland.

## Leben
Joachim v. Sievers war der Sohn des schwedischen Majors und finnischen Gutsherrn zu Justilanjöki
Christian Sievers (* 1671) und der Anna v. Brümmer. Sein Vater wurde 1704 bei der Belagerung von Narva von russischen Truppen gefangen genommen und blieb bis zum Kriegsende 1721 (Großer Nordischer Krieg) erst als Gefangener, später als Übersetzer in Moskau.
Sievers trat nach der Familientradition in den holsteinischen Militärdienst ein. 1740 wurde er Leutnant der Infanterie im russischen Heer. Beim Ausbruch des Siebenjährigen Krieges im Jahr 1756 war er bereits Oberst. In der Schlacht von Schlacht von Zorndorf wurde Sievers schwer verletzt und gefangen genommen. 1759 zum Generalmajor und 1763 zum Generalleutnant befördert, wurde er nach dem Krieg als Kommandant von Reval eingesetzt.
Bereits 1752 kaufte er das Gut Böcklershof in Livland, verkaufte dieses aber wieder mit seiner Bestellung zum Kommandanten von Reval 1764 an seinen Verwandten Graf Karl von Sievers (1710–1774) weiter.
Im Jahre 1770 wurde er zusätzlich zum Vizegouverneur von Estland unter Peter August Friedrich von Holstein-Beck ernannt. 1773 erfolgte seine Bestellung zum Wirklich Geheimen Rat (zweithöchster ziviler Rang im russischen Zarenreich). Nach dem Tod Peter Augusts übernahm Sievers 1775 die faktische Leitung des Gouvernements, da der Nachfolger Georg Brown in Riga residierte.
Joachim von Sievers heiratete 1763 Natalie von Tiesenhausen.
siehe auch: Sievers (Adelsgeschlecht)